# Euploea erynia
Euploea erynia är en fjärilsart som beskrevs av Hans Fruhstorfer 1910. Euploea erynia ingår i släktet Euploea och familjen praktfjärilar. Inga underarter finns listade i Catalogue of Life.